# Euphyia nigrata
Euphyia nigrata là một loài bướm đêm trong họ Geometridae.